# Стропијана
Стропијана (итал. Stroppiana) је насеље у Италији у округу Верчели, региону Пијемонт.
Према процени из 2011. у насељу је живело 1248 становника. Насеље се налази на надморској висини од 119 м.

## Становништво
Према резултатима пописа становништва 2011. у општини је живело 1.258 становника.
| 1931. | 1936. | 1951. | 1961. | 1971. | 1981. | 1991. | 2001. | 2011. |
| ----- | ----- | ----- | ----- | ----- | ----- | ----- | ----- | ----- |
| 2.362 | 2.270 | 2.045 | 1.712 | 1.390 | 1.238 | 1.179 | 1.200 | 1.258 |